# Donald Rooum
Donald Rooum (1928-2019) est un dessinateur et journaliste anarchiste britannique.
Il est notamment connu pour son comic strip Wildcat publié dans Freedom, un journal auquel il a collaboré dès les années 1940.